# 节节菜
节节菜（学名：Rotala indica）为千屈菜科节节菜属下的一个种。水生，是稻田中的雜草。
种名indica意为印度的。

## 扩展阅读
[在维基数据编辑]
 《植物名實圖考·節節菜》，出自吳其濬《植物名實圖考》